# Kirchdorf in Tirol
Pour les articles homonymes, voir Kirchdorf.
Kirchdorf in Tirol est une commune autrichienne du district de Kitzbühel dans le Tyrol.